# Recopa Sudamericana 2005
La Recopa Sudamericana 2005, denominada por motivos comerciales Recopa Fox Sports Sudamericana 2005, fue la decimotercera edición del torneo organizado por la Confederación Sudamericana de Fútbol, que enfrenta anualmente al campeón de la Copa Libertadores de América con el campeón de la Copa Sudamericana.
Fue disputada por Once Caldas de Colombia, campeón de la Copa Libertadores 2004, y Boca Juniors de Argentina, vencedor de la Copa Sudamericana 2004. Por primera vez desde su reinstauración en 2003, la Recopa se jugó a doble partido. Los encuentros se desarrollaron los días 24 y 31 de agosto de 2005, y el campeón fue Boca Juniors, tras ganar con un marcador global de 4-3. El cuadro argentino consiguió de esa forma su segundo título en la competición.

## Equipos participantes
|  | Boca Juniors |  | Bandera de Argentina |  | Campeón de la Copa Sudamericana (2004) |
|  | Once Caldas  |  | Bandera de Colombia  |  | Campeón de la Copa Libertadores (2004) |

## Sedes
| Buenos Aires                   | Manizales                      |
| ------------------------------ | ------------------------------ |
| Estadio La Bombonera           | Estadio Palogrande             |
| Capacidad: 49 000 espectadores | Capacidad: 42 000 espectadores |
|                                |                                |

## Desarrollo
Como curiosidad, la Recopa reeditaba la final de la Copa Libertadores 2004, donde el Once Caldas terminó derrotando a Boca Juniors por definiciones de tiros desde el punto penal. Aquel título significó su primer lauro a nivel internacional.
La final de la Recopa se jugó en partidos de ida y vuelta. Por haber sido el campeón de la Copa Sudamericana 2004, Boca Juniors actuó como local en el primer encuentro. El mismo, jugado en el Estadio Alberto J. Armando, fue ganado por el cuadro local, que se llevó la victoria por 3-1. La vuelta se disputó una semana más tarde en el Estadio Palogrande de la ciudad de Manizales, con una amplia concurrencia de aficionados, rememorando el ambiente festivo que se vivió un año antes en la obtención de la Libertadores. Sin embargo, a pesar de haber arrancado en ventaja, Once Caldas no logró revertir el resultado adverso de la ida. El encuentro finalizó con un triunfo para el conjunto colombiano por 2-1, pero el global de 4-3 favoreció al equipo argentino, que alcanzó así su segundo título en la Recopa.

## Resultados
| Bandera de Colombia | vs. | Bandera de Argentina |
| Once Caldas 1 2     | vs. | Boca Juniors 3 1     |

### Partido de ida
| 24 de agosto de 2005, 21:00 (UTC-3) | Boca Juniors                                       | 3:1 (2:1) | Once Caldas  | Estadio La Bombonera, Buenos Aires                         |                                                            |
|                                     | Battaglia 3' · Cardozo 8' · J. González 18' (a.g.) |           | Casierra 42' | Asistencia: 45 000 espectadores Árbitro(s): Carlos Chandía | Asistencia: 45 000 espectadores Árbitro(s): Carlos Chandía |

| 1          | POR        | Roberto Abbondanzieri |     |
| 4          | DEF        | Hugo Ibarra           |     |
| 2          | DEF        | Rolando Schiavi       |     |
| 6          | DEF        | Daniel Díaz           |     |
| 3          | DEF        | Juan Krupoviesa       |     |
| 8          | MED        | Sebastián Battaglia   |     |
| 5          | MED        | Fernando Gago         |     |
| 19         | MED        | Neri Cardozo          | 79' |
| 10         | MED        | Federico Insúa        | 75' |
| 9          | DEL        | Daniel Bilos          |     |
| 14         | DEL        | Rodrigo Palacio       | 87' |
| Entrenador | Entrenador | Alfio Basile          |     |

| 1          | POR        | Julián Mesa       |     |
| 13         | DEF        | Edgar Cataño      |     |
| 19         | DEF        | Mauricio Casierra |     |
| 15         | DEF        | Wilmer Díaz       |     |
| 21         | DEF        | Juan González     |     |
| 3          | MED        | Leonel Vielma     |     |
| 10         | MED        | Gamadiel García   | 46' |
| 14         | MED        | Diego Arango      |     |
| 16         | MED        | Elkin Soto        |     |
| 23         | MED        | Andrés Casañas    | 23' |
| 20         | DEL        | Edison Chará      | 75' |
| Entrenador | Entrenador | Carlos Valencia   |     |

| 11 | MED | Fabián Vargas              | 74' |
| 20 | MED | Diego Cagna                | 79' |
| 7  | DEL | Guillermo Barros Schelotto | 86' |

| 8  | MED | Arnulfo Valentierra | 23' |
| 7  | DEL | Ismael Espiga       | 46' |
| 17 | MED | Dayro Moreno        | 74' |

| Anotado           | 3'  | Sebastián Battaglia | 1:0 |
| Anotado           | 8'  | Neri Cardozo        | 2:0 |
| Anotado · Autogol | 18' | Juan González       | 3:0 |

| Anotado | 42' | Mauricio Casierra | 3:1 |

| Amonestado | 68' | Hugo Ibarra |

| Amonestado | 28' | Mauricio Casierra |
| Amonestado | 32' | Gamadiel García   |
| Amonestado | 68' | Edison Chará      |
| Amonestado | 86' | Wilmer Díaz       |

| Árbitro             | Carlos Chandía   |
| Árbitros asistentes | Rodrigo González |
| Árbitros asistentes | Lorenzo Acuña    |
| Cuarto árbitro      | Rubén Selman     |

| 1          | POR        | Roberto Abbondanzieri |     |
| 4          | DEF        | Hugo Ibarra           |     |
| 2          | DEF        | Rolando Schiavi       |     |
| 6          | DEF        | Daniel Díaz           |     |
| 3          | DEF        | Juan Krupoviesa       |     |
| 8          | MED        | Sebastián Battaglia   |     |
| 5          | MED        | Fernando Gago         |     |
| 19         | MED        | Neri Cardozo          | 79' |
| 10         | MED        | Federico Insúa        | 75' |
| 9          | DEL        | Daniel Bilos          |     |
| 14         | DEL        | Rodrigo Palacio       | 87' |
| Entrenador | Entrenador | Alfio Basile          |     |

| 1          | POR        | Julián Mesa       |     |
| 13         | DEF        | Edgar Cataño      |     |
| 19         | DEF        | Mauricio Casierra |     |
| 15         | DEF        | Wilmer Díaz       |     |
| 21         | DEF        | Juan González     |     |
| 3          | MED        | Leonel Vielma     |     |
| 10         | MED        | Gamadiel García   | 46' |
| 14         | MED        | Diego Arango      |     |
| 16         | MED        | Elkin Soto        |     |
| 23         | MED        | Andrés Casañas    | 23' |
| 20         | DEL        | Edison Chará      | 75' |
| Entrenador | Entrenador | Carlos Valencia   |     |

| 11 | MED | Fabián Vargas              | 74' |
| 20 | MED | Diego Cagna                | 79' |
| 7  | DEL | Guillermo Barros Schelotto | 86' |

| 8  | MED | Arnulfo Valentierra | 23' |
| 7  | DEL | Ismael Espiga       | 46' |
| 17 | MED | Dayro Moreno        | 74' |

| Anotado           | 3'  | Sebastián Battaglia | 1:0 |
| Anotado           | 8'  | Neri Cardozo        | 2:0 |
| Anotado · Autogol | 18' | Juan González       | 3:0 |

| Anotado | 42' | Mauricio Casierra | 3:1 |

| Amonestado | 68' | Hugo Ibarra |

| Amonestado | 28' | Mauricio Casierra |
| Amonestado | 32' | Gamadiel García   |
| Amonestado | 68' | Edison Chará      |
| Amonestado | 86' | Wilmer Díaz       |

| Árbitro             | Carlos Chandía   |
| Árbitros asistentes | Rodrigo González |
| Árbitros asistentes | Lorenzo Acuña    |
| Cuarto árbitro      | Rubén Selman     |

### Partido de vuelta
| 31 de agosto de 2005, 19:45 (UTC-5) | Once Caldas              | 2:1 (1:0) | Boca Juniors | Estadio Palogrande, Manizales                               |                                                             |
|                                     | Chará 8' · Velásquez 77' |           | Schiavi 60'  | Asistencia: 30 000 espectadores Árbitro(s): Jorge Larrionda | Asistencia: 30 000 espectadores Árbitro(s): Jorge Larrionda |

| 12         | POR        | Rolando Ramírez       |     |
| 15         | DEF        | Wilmer Díaz           |     |
| 13         | DEF        | Édgar Cataño          |     |
| 21         | DEF        | Juan González         |     |
| 19         | DEF        | Mauricio Casierra     | 64' |
| 23         | MED        | Andrés Casañas        |     |
| 5          | MED        | Rubén Darío Velásquez |     |
| 16         | MED        | Elkin Soto            |     |
| 8          | MED        | Arnulfo Valentierra   |     |
| 20         | DEL        | Edison Chará          |     |
| 9          | DEL        | Ismael Espiga         | 58' |
| Entrenador | Entrenador | Juan Bedoya           |     |

| 1          | POR        | Roberto Abbondanzieri |     |
| 4          | DEF        | Hugo Ibarra           |     |
| 2          | DEF        | Rolando Schiavi       |     |
| 6          | DEF        | Daniel Díaz           |     |
| 3          | DEF        | Juan Krupoviesa       |     |
| 8          | MED        | Sebastián Battaglia   |     |
| 5          | MED        | Fernando Gago         |     |
| 19         | MED        | Neri Cardozo          | 82' |
| 11         | MED        | Fabián Vargas         | 46' |
| 9          | DEL        | Daniel Bilos          |     |
| 16         | DEL        | Marcelo Delgado       | 76' |
| Entrenador | Entrenador | Alfio Basile          |     |

| 17 | DEL | Dayro Moreno  | 58' |
| 7  | DEL | Cristian Ruiz | 64' |

| 10 | MED | Federico Insúa  | 46' |
| 14 | DEL | Rodrigo Palacio | 76' |
| 20 | DEL | Diego Cagna     | 82' |

| Anotado | 8'  | Edison Chará          | 1:0 |
| Anotado | 77' | Rubén Darío Velásquez | 2:1 |

| Anotado | 60' | Rolando Schiavi | 1:1 |

| Amonestado | 83' | Édgar Cataño |

| Amonestado | 28' | Rolando Schiavi |
| Amonestado | 73' | Fernando Gago   |

| Expulsado | 44' | Édinson Chará  |
| Expulsado | 72' | Andrés Casañas |

| Expulsado | 78' | Sebastián Battaglia |

| Árbitro             | Jorge Larrionda |
| Árbitros asistentes | Walter Rial     |
| Árbitros asistentes | Fernando Cresci |
| Cuarto árbitro      | Roberto Silvera |

| 12         | POR        | Rolando Ramírez       |     |
| 15         | DEF        | Wilmer Díaz           |     |
| 13         | DEF        | Édgar Cataño          |     |
| 21         | DEF        | Juan González         |     |
| 19         | DEF        | Mauricio Casierra     | 64' |
| 23         | MED        | Andrés Casañas        |     |
| 5          | MED        | Rubén Darío Velásquez |     |
| 16         | MED        | Elkin Soto            |     |
| 8          | MED        | Arnulfo Valentierra   |     |
| 20         | DEL        | Edison Chará          |     |
| 9          | DEL        | Ismael Espiga         | 58' |
| Entrenador | Entrenador | Juan Bedoya           |     |

| 1          | POR        | Roberto Abbondanzieri |     |
| 4          | DEF        | Hugo Ibarra           |     |
| 2          | DEF        | Rolando Schiavi       |     |
| 6          | DEF        | Daniel Díaz           |     |
| 3          | DEF        | Juan Krupoviesa       |     |
| 8          | MED        | Sebastián Battaglia   |     |
| 5          | MED        | Fernando Gago         |     |
| 19         | MED        | Neri Cardozo          | 82' |
| 11         | MED        | Fabián Vargas         | 46' |
| 9          | DEL        | Daniel Bilos          |     |
| 16         | DEL        | Marcelo Delgado       | 76' |
| Entrenador | Entrenador | Alfio Basile          |     |

| 17 | DEL | Dayro Moreno  | 58' |
| 7  | DEL | Cristian Ruiz | 64' |

| 10 | MED | Federico Insúa  | 46' |
| 14 | DEL | Rodrigo Palacio | 76' |
| 20 | DEL | Diego Cagna     | 82' |

| Anotado | 8'  | Edison Chará          | 1:0 |
| Anotado | 77' | Rubén Darío Velásquez | 2:1 |

| Anotado | 60' | Rolando Schiavi | 1:1 |

| Amonestado | 83' | Édgar Cataño |

| Amonestado | 28' | Rolando Schiavi |
| Amonestado | 73' | Fernando Gago   |

| Expulsado | 44' | Édinson Chará  |
| Expulsado | 72' | Andrés Casañas |

| Expulsado | 78' | Sebastián Battaglia |

| Árbitro             | Jorge Larrionda |
| Árbitros asistentes | Walter Rial     |
| Árbitros asistentes | Fernando Cresci |
| Cuarto árbitro      | Roberto Silvera |

|                                 |
| Bandera de Argentina            |
| Campeón Boca Juniors 2.º título |